# Carlota Flandrina de Nassau
Carlota Flandrina de Nassau (em holandês: Charlotte Flandrina; Antuérpia, 18 de agosto de 1579 - St. Croix, 16 de abril de 1640) foi a quarta filha do príncipe Guilherme I de Orange e da sua terceira esposa, a duquesa Carlota de Bourbon.

## Biografia
Após a morte da sua mãe em 1582, o seu avô materno pediu para que Carlota pudesse ficar com ele. Carlota passou então a viver com ele em Bourbon, mas, um ano depois, o duque morreu e a condessa passou a viver com Jeanne de Chabot, abadessa de Le Paraclete e prima da sua mãe. Finalmente, a pedido do rei de França, Carlota passou a viver com a sua tia católica, Joana de Bourbon, abadessa de Houarre. Apesar da oposição dos seus parentes protestantes, Carlota entrou para um convento católico em 1593.
Em 1595, e já a sofrer de surdez, Carlota tornou-se grande prioresa e abadessa do mosteiro beneditino de Saint Croix. Manteve contacto regular com as suas irmãs, principalmente com Isabel e Carlota Brabantina, ambas protestantes devotas que tentaram convencer a irmã a deixar o catolicismo.

## Genealogia
| Catarina Bélgica de Nassau | Pai: Guilherme I de Orange | Avô paterno: Guilherme I de Nassau-Dillenburg | Bisavô paterno: João V de Nassau-Vianden-Dietz           |
| Catarina Bélgica de Nassau | Pai: Guilherme I de Orange | Avô paterno: Guilherme I de Nassau-Dillenburg | Bisavó paterna: Isabel de Hesse-Marburg                  |
| Catarina Bélgica de Nassau | Pai: Guilherme I de Orange | Avó paterna: Juliana de Stolberg              | Bisavô paterno: Bodo VIII de Stolberg-Wernigerode        |
| Catarina Bélgica de Nassau | Pai: Guilherme I de Orange | Avó paterna: Juliana de Stolberg              | Bisavó paterna: Ana de Eppstein-Königstein               |
| Catarina Bélgica de Nassau | Mãe: Carlota de Bourbon    | Avô materno: Luís, Duque de Montpensier       | Bisavô materno: Luís de La Roche-sur-Yon                 |
| Catarina Bélgica de Nassau | Mãe: Carlota de Bourbon    | Avô materno: Luís, Duque de Montpensier       | Bisavó materna: Luísa de Bournon, duquesa de Montpensier |
| Catarina Bélgica de Nassau | Mãe: Carlota de Bourbon    | Avó materna: Jaqueline de Longwy              | Bisavô materno: João IV de Longwy                        |
| Catarina Bélgica de Nassau | Mãe: Carlota de Bourbon    | Avó materna: Jaqueline de Longwy              | Bisavó materna: Joana de Angoulême                       |